# Lukinić Brdo
Lukinić Brdo is een plaats in de gemeente Pokupsko in de Kroatische provincie Zagreb. De plaats telt 388 inwoners (2001).